# 科爾武島

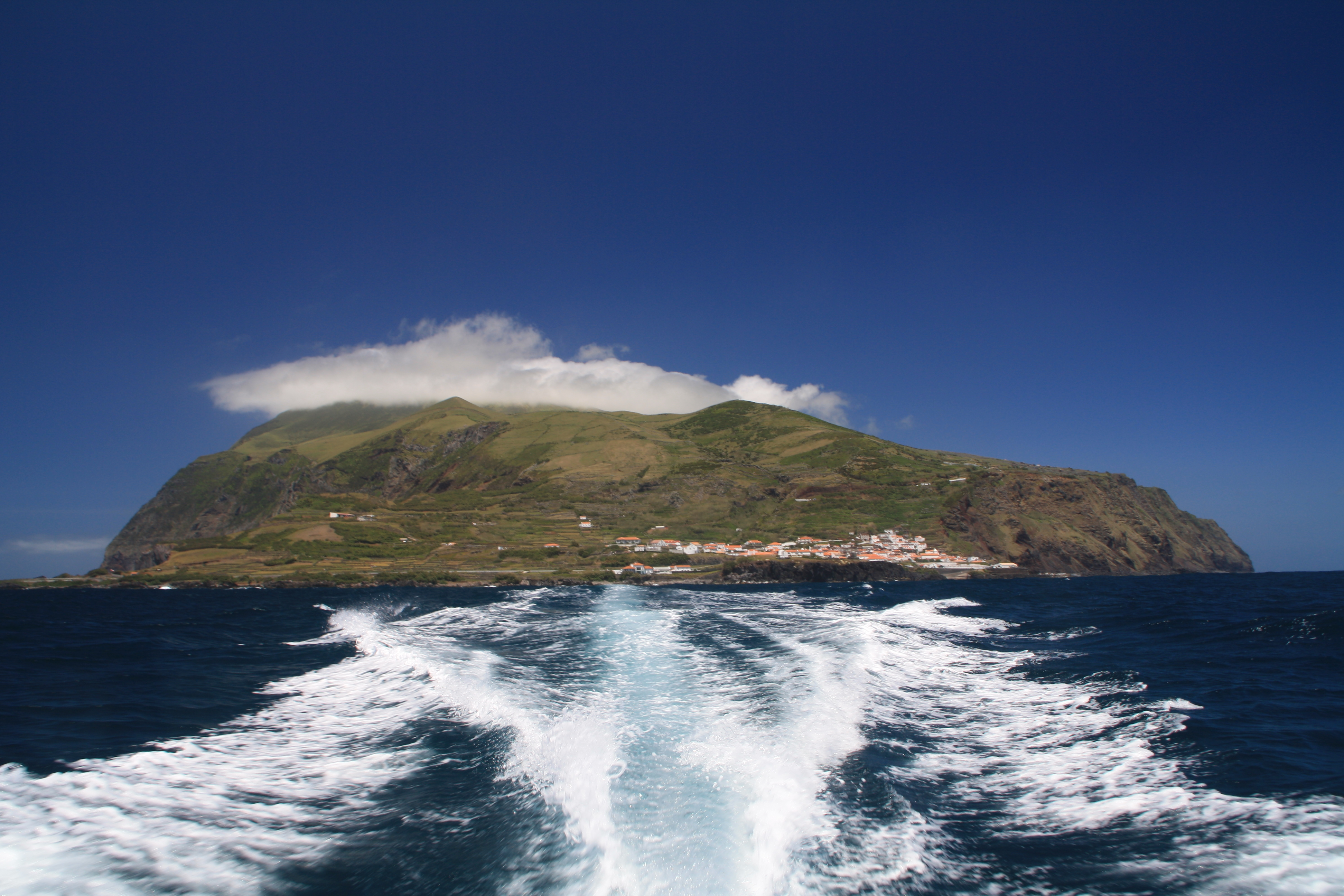
科爾武島

科爾武島（葡萄牙語：Ilha do Corvo，發音：[ˈiʎɐ du ˈkoɾvu]），又譯科爾沃島，位於大西洋亞速爾群島中最小的島嶼，隸屬葡萄牙海外領土。面積17.11平方公里，約有468名居民。當地居民都居住在科爾武鎮。約於1452年，科爾武島和弗洛雷斯島被葡萄牙探險家迪奧戈·德特維發現。當地民風淳樸，被譽為「君子國」。 